# Liste der Baudenkmale im Stadtbezirk Huckarde
Die Liste der Baudenkmale im Stadtbezirk Huckarde enthält die denkmalgeschützten Bauwerke auf dem Gebiet des Stadtbezirks Dortmund-Huckarde in Nordrhein-Westfalen (Stand: 27. Oktober 2008). Diese Baudenkmäler sind in der Denkmalliste der Stadt Dortmund eingetragen; Grundlage für die Aufnahme ist das Denkmalschutzgesetz Nordrhein-Westfalen (DSchG NRW).

Baudenkmäler sind „Denkmäler, die aus baulichen Anlagen oder Teilen baulicher Anlagen bestehen“. Die Denkmalliste der Stadt Dortmund umfasst im Stadtbezirk Huckarde 37 Baudenkmäler, darunter je acht Wohnhäuser und landwirtschaftliche Gebäude, sechs Industrieanlagen, je vier Wohn- und Geschäftshäuser, Sakralbauten und Kleindenkmäler, zwei Friedhöfe sowie eine Verkehrsanlage.
Weiterhin sind die Burgstelle Huckarde an der Roßbachstraße, Oberhof und Kirche, Huckarde an der Marienstraße sowie Haus Wischlingen am Wischlinger Weg als Bodendenkmäler in Teil B der Denkmalliste der Stadt Dortmund eingetragen.
Der Stadtbezirk Huckarde umfasst die Ortsteile Deusen, Kirchlinde, Hangeney, Huckarde, Jungferntal, Rahm und Wischlingen.

## Liste der Baudenkmäler
Die Liste umfasst falls vorhanden eine Fotografie des Denkmals, als Bezeichnung falls vorhanden den Namen, sonst kursiv den Gebäudetyp, die Adresse, bei den Kommunalfriedhöfen Huckarde und Kirchlinde eine kurze Übersicht des Denkmalumfangs sowie die Eintragungsnummer der Denkmalbehörde der Stadt Dortmund. Der Name entspricht dabei der Bezeichnung durch die Denkmalbehörde der Stadt Dortmund. Abkürzungen wurden zum besseren Verständnis aufgelöst, die Typografie an die in der Wikipedia übliche angepasst und Tippfehler korrigiert.
| Bild                                        | Bezeichnung                                                                      | Lage                                           | Beschreibung | Bauzeit   | Eingetragen seit | Denkmal- nummer |
| ------------------------------------------- | -------------------------------------------------------------------------------- | ---------------------------------------------- | --- | --------- | ---------------- | --------------- |
| weitere Bilder                              | evangelische Kapelle Wischlingen mit Grabsteinen des Schlossfriedhofes Westhusen | Wischlinger Weg 50 Karte                       | |           |                  | A 0008          |
| Wegekreuz                                   | Wegekreuz                                                                        | Frohlinder Straße / Sümpelmannstraße Karte     | |           |                  | A 0011          |
| weitere Bilder                              | katholische Kirche St. Joseph, Kirchlinde mit Innenausstattung und Orgel         | Dasselstraße 1 Karte                           | |           |                  | A 0192          |
| weitere Bilder                              | evangelische Kirche, Kirchlinde                                                  | Rahmer Straße 383 Karte                        | Architekt: Ludwig Feldmann | 1930      |                  | A 0193          |
| weitere Bilder                              | katholische Kirche St. Urbanus mit Pfarrhaus                                     | Kirchplatz / Marienstraße / Müllerstraße Karte | |           |                  | A 0282 Wikidata |
| Wohnhaus                                    | Wohnhaus                                                                         | Kirchplatz 4 Karte                             | |           |                  | A 0311          |
| Wohn- und Geschäftshaus                     | Wohn- und Geschäftshaus                                                          | Kirchplatz 9 Karte                             | |           |                  | A 0312          |
| Wohnhaus                                    | Wohnhaus                                                                         | Westerwikstraße 3 Karte                        | |           |                  | A 0313          |
| Wohnhaus                                    | Wohnhaus                                                                         | Westerwikstraße 5 Karte                        | |           |                  | A 0314          |
| BW                                          | Kriegerdenkmal                                                                   | Haferkampstraße/Rahmerstraße Karte             | |           |                  | A 0325          |
| Kriegerdenkmal                              | Kriegerdenkmal                                                                   | Egilmarstraße/Westerwikstraße Karte            | |           |                  | A 0326          |
| Wohnhaus                                    | Wohnhaus                                                                         | Kirchplatz 3 Karte                             | |           |                  | A 0353          |
| Maschinenhaus, ehemalige Zeche Zollern I/II | Maschinenhaus, ehemalige Zeche Zollern I/II                                      | Kirchlinder Straße 1 Karte                     | |           |                  | A 0361          |
| landwirtschaftliches Gebäude                | landwirtschaftliches Gebäude                                                     | Wasserstraße 1 Karte                           | |           |                  | A 0376          |
| Kriegerdenkmal                              | Kriegerdenkmal                                                                   | Am Dieckhof/Marienstraße Karte                 | |           |                  | A 0390          |
| landwirtschaftliches Gebäude                | landwirtschaftliches Gebäude                                                     | Wasserstraße 9 Karte                           | |           |                  | A 0493          |
| landwirtschaftliches Gebäude                | landwirtschaftliches Gebäude                                                     | Am Dieckhof 3 Karte                            | |           |                  | A 0504          |
| weitere Bilder                              | Werkstattgebäude Alte Schmiede, ehemalige Zeche Hansa                            | Hülshof 32 Karte                               | Architekt: Paul Knobbe | 1903-1905 |                  | A 0509          |
| BW                                          | ehemalige Försterei der Herren von Syburg                                        | Spechtstraße 80 Karte                          | |           |                  | A 0524          |
| landwirtschaftliches Gebäude                | landwirtschaftliches Gebäude                                                     | Machariusstraße 1 Karte                        | |           |                  | A 0531          |
| landwirtschaftliches Gebäude                | landwirtschaftliches Gebäude                                                     | Kirchplatz 15 Karte                            | |           |                  | A 0532          |
| Wohn- und Geschäftshaus                     | Wohn- und Geschäftshaus                                                          | Huckarder Straße 348 Karte                     | |           |                  | A 0533          |
| Wohn- und Geschäftshaus                     | Wohn- und Geschäftshaus                                                          | Altfriedstraße 7 Karte                         | |           |                  | A 0534          |
| Wohnhaus                                    | Wohnhaus                                                                         | Kirchplatz 7 Karte                             | |           |                  | A 0536          |
| landwirtschaftliches Gebäude                | landwirtschaftliches Gebäude                                                     | Allensteiner Straße 25 Karte                   | |           |                  | A 0537          |
| landwirtschaftliches Gebäude                | landwirtschaftliches Gebäude                                                     | Allensteiner Straße 43 Karte                   | |           |                  | A 0538          |
| landwirtschaftliches Gebäude                | landwirtschaftliches Gebäude                                                     | Huckarder Straße 321/323 Karte                 | |           |                  | A 0539          |
| Wohnhaus                                    | Wohnhaus                                                                         | Kirchplatz 8 Karte                             | |           |                  | A 0540          |
| weitere Bilder                              | Bahnhof Huckarde                                                                 | Altfriedstraße 16 Karte                        | |           |                  | A 0541          |
| weitere Bilder                              | ehemalige Pumpenanlage der Emschergenossenschaft                                 | Parsevalstraße 107 Karte                       | |           |                  | A 0542          |
| Wohnhaus                                    | Wohnhaus                                                                         | Rahmer Straße 84 Karte                         | |           |                  | A 0690          |
| Wohn- und Geschäftshaus                     | Wohn- und Geschäftshaus                                                          | Huckarder Straße 350 Karte                     | |           |                  | A 0743          |
| weitere Bilder                              | Kokerei Hansa                                                                    | Emscherallee 111 Karte                         | |           |                  | A 0871          |
| Ringgasleitung (Teilstück)                  | Ringgasleitung (Teilstück)                                                       | Franziusstraße Karte                           | |           |                  | A 0965          |
| weitere Bilder                              | ehemalige Zeche Hansa 1/2/3, Fördergerüst und Fördermaschinengebäude             | Hülshof 39 Karte                               | |           |                  | A 1004          |
| Kommunalfriedhof Huckarde                   | Kommunalfriedhof Huckarde                                                        | Urbanusstraße 4, 6 Karte                       | Ehrenmal-Begräbnisstätte von Verunglückten verschiedener Bergwerksunglücke der Zeche Hansa von 1940, 1944 und 1954 einschließlich der schützenden Rhododendron-Hecke, den gliedernden Zwischenhecken im Innenbereich sowie den Rasenflächen und den kleinen Inschriftenplatten |           |                  | A 1019          |
| Kommunalfriedhof Kirchlinde                 | Kommunalfriedhof Kirchlinde                                                      | Bockenfelder Straße Aufm Bocker Feld 5 Karte   | Denkmal zum Unglück der Zeche Zollern vom 22. Mai 1898 |           |                  | A 1020          |